# Fredrik Lindholm (forskare)
Fredrik Lindholm är en svensk civilingenjör med examen 2007 från Linköpings tekniska högskola. Hans examensarbete uppmärksammades i Ny Teknik samt i tidningen Kriminalteknik som utges av Statens kriminaltekniska laboratorium. Det beskriver en metod som gör det möjligt att tidsbestämma inspelat ljud. Ljud som spelas in med utrustning kopplad till ett vanligt eluttag får ett fingeravtryck som en följd av det brus som oavsiktligt ligger inbakad i växelströmmen.
Tekniken baseras på en teori framtagen av Catalin Grigoras i Rumänien som benämns ENF av engelskans Electric Network Frequency.